# صحيفة الوقت
صحيفة الوقت صحيفة بحرينية يومية تصدر باللغة العربية. نشرت بين عامي 2006 و 2010.

## التاريخ
نشرت صحيفة الوقت لأول مرة في 21 فبراير 2006. كانت خولة مطر من بين المؤسسين واتخذ من الرفاع الشرقي مقرا لها.
شغل إبراهيم بشمي وهو عضو في مجلس الشورى البحريني منصب رئيس التحرير.
توقفت الصحيفة عن النشر في مايو 2010 بعد أن تكبدت مصاعب مالية. في يوليو 2012 تم الكشف عن أن النائب البحريني أسامة التميمي كان يخطط لشراء الصحيفة.
كانت الصحيفة تميل لليسار القومي وجنبا إلى جنب مع الوسط كانت تعتبر مستقلة عن الحكومة. من بين الكتاب الشعبيين لأعمدة الرأي في الصحيفة كان الشاعر قاسم حداد والناشطة النسوية منيرة فخرو والمعارض عبد الهادي خلف ومحمد فاضل (مخرج).